# Перес Альварадо, Хорхе Луис
Хо́рхе Луи́с Пе́рес Альвара́до (исп. Jorge Luís Pérez Alvarado; род. в 1960 году, Сан-Хосе-де-Матансас, Нагуа, Доминиканская Республика) — политический деятель Доминиканской Республики. Первый и ныне действующий Чрезвычайный и Полномочный посол Доминиканской Республики в Российской Федерации.

## Биография
Родился в Сан Хосе де Матансас (город Нагуа).
Окончил факультет международных отношений и международного права Киевского государственного университета имени Тараса Шевченко. Доктор юридических наук.
Работал на должностях заместителя начальника управления туризма и культуры мэрии Санто-Доминго, вице-президента доминикано-китайской торговой палаты, директора программ международных отношений, международного права и политологии ряда университетов.
Был основателем Высшего института международных исследований Доминиканы.
Занимал пост почётного консула Румынии в Доминиканской Республике.
С 2000 по 2003 годы — посол Доминиканской Республики в Тринидаде и Тобаго.
В 2003 году назначен послом Доминиканской Республики в Российской Федерации, 18 января 2007 года вручил верительные грамоты президенту России Владимиру Путину.
Свободно владеет испанским, русским и английским языками; знает итальянский, португальский, французский, румынский и молдавский языки.